# Conjetura de Beal
La conjetura de Beal es una conjetura en teoría de números propuesta por Andrew Beal alrededor de 1993; una conjetura similar fue sugerida independientemente en esas fechas por Andrew Mattew. 
Mientras investigaba generalizaciones del último teorema de Fermat, Beal formuló la siguiente conjetura:
Si
{\displaystyle A^{x}+B^{y}=C^{z},}
donde A, B, C, x, y, z son enteros positivos con x, y, z > 2 entonces A, B, y C deben tener un factor común primo.
Beal ofreció un premio inicial, que se ha incrementado con los años hasta el valor actual de un millón de dólares. El premio se entregará por una demostración de esta conjetura o por un contraejemplo.

## Ejemplos
Para ilustrar la solución, 33 + 63 = 35 tiene sus bases con un factor común 3, y la solución 76 + 77 = 983 tiene las bases con un factor común 7. De hecho, la ecuación tiene infinitas soluciones, incluyendo, por ejemplo
{\displaystyle \left[a\left(a^{n}+b^{n}\right)\right]^{n}+\left[b\left(a^{n}+b^{n}\right)\right]^{n}=\left(a^{n}+b^{n}\right)^{n+1}}
para cualquier entero {\displaystyle a\geq 1}, {\displaystyle b\geq 1}, {\displaystyle n\geq 3}. Pero tal solución de la ecuación no es un contraejemplo de la conjetura, puesto que todas las bases tienen el factor {\displaystyle a^{n}+b^{n}} en común.
Otros ejemplos de reglas de formación son los siguientes:
{\displaystyle 3^{3n}+[2(3^{n})]^{3}=3^{3n+2},\quad \quad n\geq 1;}
{\displaystyle (a^{n}-1)^{kn}+(a^{n}-1)^{kn+1}=[a(a^{n}-1)^{k}]^{n},\quad \quad a\geq 2,\quad k\geq 1,\quad n\geq 3;}
{\displaystyle [a(a^{kn}+b^{n})]^{kn}+[b(a^{kn}+b^{n})^{k}]^{n}=(a^{kn}+b^{n})^{kn+1},\quad \quad a\geq 1,\quad b\geq 1,\quad k\geq 1,\quad n\geq 3.}
La condición de que los exponentes sean mayores que 2 se debe a que si uno de los exponentes es igual a 2 la conjetura es falsa. El contraejemplo 73 + 132 = 29 da muestra de ello.

## Verificación numérica
La búsqueda por ordenador, muy acelerada, mediante la ayuda de aritmética modular, esta conjetura ha sido verificada para todo valor de las seis variables hasta 1000. Así, en un hipotético contraejemplo, al menos una de las variables debe de ser mayor que 1000.
La conjetura de Beal es una generalización del último teorema de Fermat, que corresponde al caso {\displaystyle x=y=z}. Si {\displaystyle a^{x}+b^{x}=c^{x}} con {\displaystyle x\geq 3}; entonces, o las bases son coprimas o comparten un factor común. Si estas comparten un factor común, se puede sacar de cada una de ellas para obtener una ecuación más pequeña, con bases coprimas.
Dado que el último teorema de Fermat afirma que no existen soluciones enteras no nulas {\displaystyle a^{x}+b^{y}=c^{z}} para {\displaystyle x=y=z} donde x>2, entonces tampoco existirán soluciones en los enteros positivos, pudiendo afirmar que la conjetura de Beal es cierta en este caso particular. 
La conjetura no es válida sobre un dominio más grande de enteros gaussianos. Después de que se ofreciera un precio de 50$ por un contraejemplo, Fred W. Helenius proporcionó el siguiente: (−2 + i)3 + (−2 − i)3 = (1 + i)4.